# Coppa Italia 2002/2003
Pohárový ročník Coppa Italia 2002/03 byl 56 ročník italského poháru ve fotbalu. Soutěž začala 18. srpna 2002 a skončila 31. května 2003. Zúčastnilo se jí celkem 48 klubů.
Obhájce z minulého ročníku byl klub Parma AC.

## Vítěz
| Coppa Italia 2002/03 AC Milán (5. titul) |